# Modus tollens
Modus tollens — рассуждение от противного (латинское «modus tollendo tollens» означает «путь исключения исключением»).
Форма записи: {\displaystyle {\frac {P\to Q~,~~\neg Q}{\neg P}}}.
Например, {\displaystyle P} — «монета золотая», {\displaystyle Q} — «монета несминаема зубами», тогда modus tollens позволяет из свойства: «золотые монеты несминаемы зубами» сделать вывод, что если монета сминаема зубами ({\displaystyle \neg Q}), то она не золотая ({\displaystyle \neg P}).